# Бота, Би-Джей
Брендон Джеймс (Би-Джей) Бота (англ. Brendon James (BJ) Botha; род. 4 января 1980, Дурбан) — южноафриканский регбист. Чемпион мира 2007 года в составе сборной ЮАР.

## Биография
В сезонах 2003—2008 выступал за «Шаркс» в лиге Супер 12 / Супер 14 (ныне Супер Регби), финалист Супер 14 2007 года. Также выступал за «Натал Шаркс» в Кубке Карри.
Затем играл в Кельтской лиге / Про12 (ныне Про14) за команды Ирландии: в сезонах 2008/09 — 2010/11 за «Ольстер», в сезонах 2011/12 — 2015/16 за «Манстер»; за обе команды выступал также в Кубке Хейнекен / Кубке европейских чемпионов. Финалист Про12 2015 года. По итогам сезона 2011/12 был включён в символическую сборную Про12.
В сезоне 2016/17 Бота играл за «Лион» в высшей лиге Франции и Европейском кубке вызова. В сезоне 2017/18 выступал за «Биарриц» во второй по силе лиге Франции.
Бота выступал за сборную ЮАР с 2006 по 2010 год. Осенью 2007 года играл на чемпионате мира, выходил на поле во всех четырёх матчах группового этапа, в последнем из которых — против США — получил травму и пропустил дальнейшие матчи ЧМ-2007; сборная ЮАР в итоге победила на чемпионате. Всего за сборную ЮАР провёл 25 тестовых матчей, а также один нетестовый. Также Бота играл за молодёжную (U-21) и вторую сборные ЮАР.
Провёл два матча за «Барбарианс».
Женат, пятеро детей.